# Ялтинська міська рада
Я́лтинська міська́ ра́да (крим. Yalta şeer şurası)  — адміністративно-територіальна одиниця та орган місцевого самоврядування у складі Ялтинського району Автономної Республіки Крим. Адміністративний центр — колишнє місто республіканського значення Ялта.

## Загальні відомості
На заході межує з Севастопольською міською радою, на північному заході — з Бахчисарайським районом, на сході — з Алуштинською міськрадою. Південна частина омивається водами Чорного моря.
Територію Ялтинської міськради називають «Великою Ялтою». Вона простяглась уздовж Чорного моря від мису Сарич до гори Аюдаг, має ширину берегової лінії від 1-1,5 км на заході, до 4-6 км на сході, довжина берегової лінії 56 км. Регіон розташований на Південному березі Криму, в рекреаційній зоні півострова і відомий в основному своїми курортами.
Площа Великої Ялти — 282,9 км².
Населення міськради — 139 584 осіб, з них 138 152 міського і 1 432 сільського (станом на 2001 рік).
Офіційні мови: українська, кримськотатарська, російська.

## Адміністративний склад
До міськради окрім Ялти входить ще одне місто — Алупка зі своєю міськрадою та 30 інших населених пунктів, що підпорядковані семи селищним радам, зокрема 21 селище міського типу, одне село та 8 селищ. У дужках подано історичні назви сіл, що їх було змінено протягом 1944—1948 рр. після депортації кримських татар.
1. м. Ялта
2. Алупкинська міська рада
  - м. Алупка
3. Гаспринська селищна рада
  - смт Гаспра
4. Гурзуфська селищна рада
  - смт Гурзуф
  - с-ще Данилівка (Ай-Даніль)
  - смт Краснокам'янка (Кизилташ)
  - с-ще Лінійне
  - с-ще Партизанське (Гірська Лаванда)
5. Кореїзька селищна рада
  - смт Кореїз
    - Місхор — офіційно не має статусу окремого нас. пункту, а є складовою частиною Кореїзу
6. Лівадійська селищна рада
  - смт Лівадія
  - смт Виноградне
  - с-ще Високогірне (Тюзлер)
  - с-ще Гірне (Ериклік)
  - с-ще Ісар
  - смт Курпати
  - смт Ореанда
  - с-ще Охотниче
7. Масандрівська селищна рада
  - смт Масандра
  - смт Джемієт¹
  - смт Долосси¹
  - смт Магарач¹
  - смт Нікіта
8. Сімеїзька селищна рада
  - смт Сімеїз
  - смт Голуба Затока (Лімена)
  - смт Кастрополь¹
  - смт Кацівелі
  - с. Оползневе (Кікенеїз)
  - смт Паркове (Новий Кючюккой)
  - смт Понизівка (Нижній Кікенеїз)
9. Фороська селищна рада
  - смт Форос
  - с-ще Олива (Верхня Мухалатка)
  - смт Санаторне (Мелас)

  - Мелас¹
  - Мухалатка¹
  - Мшатка¹

¹ селища були перейменовані у 1960-х — 70-х роках й офіційно мають назви:
Ай-Даніль — Данилівка: Джемієт — Восход: Магарач — Відрадне: Долосси — Совєтське: Кастрополь — Берегове: Мелас, Мухалатка и Мшатка (разом) — Санаторне.
Фактично ж на місці (включаючи дорожні знаки та назви автобусних зупинок) вживаються історичні назви, що їх надано вище.

## Склад ради
Рада складається з 50 депутатів та голови.
- Голова ради: Ілаш Сергій Федорович

### Керівний склад попередніх скликань
| Прізвище, ім'я, по батькові | Основні відомості                                                       | Дата обрання | Дата звільнення |
| --------------------------- | ----------------------------------------------------------------------- | ------------ | --------------- |
| Брайко Сергій Борисович     | Міський голова, 1957 року народження                                    | 2002         | 26.03.2006      |
| Брайко Сергій Борисович     | Міський голова, 1957 року народження, член Партії регіонів              | 26.03.2006   | 31.10.2010      |
| Боярчук Олексій Валерійович | Міський голова, 1972 року народження, освіта вища, член Партії регіонів | 31.10.2010   | 14.12.2012      |
| Ілаш Сергій Федорович       | Міський голова, 1969 року народження, освіта вища, член Партії регіонів | 02.06.2013   |                 |

Примітка: таблиця складена за даними сайту Верховної Ради України з доповненнями

### Депутати
За результатами місцевих виборів 2010 року депутатами ради стали:

#### За суб'єктами висування
| Суб'єкт висування                                                                    | Кількість обраних депутатів | %  |
| ------------------------------------------------------------------------------------ | --------------------------- | -- |
| Партія регіонів                                                                      | 41                          | 82 |
| Партія «Союз»                                                                        | 3                           | 6  |
| Комуністична партія України                                                          | 2                           | 4  |
| Молодіжна партія України                                                             | 1                           | 2  |
| Політична партія Всеукраїнське об'єднання «Батьківщина»                              | 1                           | 2  |
| Політична партія «Сильна Україна»                                                    | 1                           | 2  |
| Політична партія «УДАР (Український Демократичний Альянс за Реформи) Віталія Кличка» | 1                           | 2  |

#### За округами
| № округу                                                                             | Прізвище, ім'я, по батькові        | Дата визнання обраним | Освіта  | Партійна приналежність                                                                     | Відомості про обраного депутата |
| ------------------------------------------------------------------------------------ | ---------------------------------- | --------------------- | ------- | ------------------------------------------------------------------------------------------ | --- |
| Комуністична партія України                                                          |                                    |                       |         |                                                                                            | |
| б/м                                                                                  | Коробейников Олександр Павлович    | 04.11.2010            | вища    | член Комуністичної партії України                                                          | Ялтинська вечірня (змінна) школа, директор |
| б/м                                                                                  | Максимець Богдан Володимирович     | 04.11.2010            | вища    | член Комуністичної партії України                                                          | філія Кримського республіканського спец. підприємства протипожежних робіт ДПО України, начальник виробничої дільниці                                       |
| Молодіжна партія України                                                             |                                    |                       |         |                                                                                            | |
| 9                                                                                    | Кубрак Андрій Валерійович          | 04.11.2010            | вища    | позапартійний                                                                              | ТОВ «Зевс 2000», генеральній директор |
| Партія регіонів                                                                      |                                    |                       |         |                                                                                            | |
| б/м                                                                                  | Мірзоян Анатолій Олександрович     | 04.11.2010            | вища    | член Партії регіонів                                                                       | ТОВ «Коралгруп», генеральний директор |
| б/м                                                                                  | Рєпкін Сергій В'ячеславович        | 04.11.2010            | вища    | член Партії регіонів                                                                       | Ялтинська міська рада, помічник міського голови |
| б/м                                                                                  | Капканов Геннадій Валентинович     | 04.11.2010            | вища    | член Партії регіонів                                                                       | приватний підприємець |
| б/м                                                                                  | Нікітенко Олена Анатоліївна        | 04.11.2010            | вища    | член Партії регіонів                                                                       | Ялтинська міська рада, начальник відділу інвестиційної діяльності                                                                                          |
| б/м                                                                                  | Медведєв Олег Валерійович          | 04.11.2010            | вища    | член Партії регіонів                                                                       | Державна Азово-Чорноморська екологічна інспекція, начальник інспекції                                                                                      |
| б/м                                                                                  | Атаманенко Марина Радіївна         | 04.11.2010            | вища    | член Партії регіонів                                                                       | ТОВ «Елегант-2000», заступник директора |
| б/м                                                                                  | Гуцалов Ігор Вікторович            | 04.11.2010            | вища    | член Партії регіонів                                                                       | пенсіонер |
| б/м                                                                                  | Глухов Михайло Миколайович         | 04.11.2010            | вища    | позапартійний                                                                              | тимчасово не працює |
| б/м                                                                                  | Таранпей Даріюш Мамед-огли         | 04.11.2010            | вища    | член Партії регіонів                                                                       | ТОВ «Ербауер плюс», генеральний директор |
| б/м                                                                                  | Гринцевич Олексій Євгенович        | 04.11.2010            | вища    | член Партії регіонів                                                                       | ТОВ «Ертекс», директор |
| б/м                                                                                  | Бєляєв Дмитро Юрійович             | 04.11.2010            | вища    | член Партії регіонів                                                                       | ПП «Клуб Авалон», директор |
| б/м                                                                                  | Сергєєв Михайло Валентинович       | 04.11.2010            | вища    | член Партії регіонів                                                                       | тимчасово не працює |
| б/м                                                                                  | Ілаш Сергій Федорович              | 04.11.2010            | вища    | член Партії регіонів                                                                       | ВАТ «Укртранслізинг», заступник голови правління |
| б/м                                                                                  | Гузнєнок Світлана Олександрівна    | 04.11.2010            | вища    | член Партії регіонів                                                                       | ТОВ «Інком», директор |
| б/м                                                                                  | Кудінов Володимир Олексійович      | 04.11.2010            | вища    | член Партії регіонів                                                                       | управління справами Ради міністрів АРК, перший заступник начальника головного управління правової політики                                                 |
| б/м                                                                                  | Константінов Андрій Андрійович     | 04.11.2010            | вища    | член Партії регіонів                                                                       | ТОВ «Консоль ЛТД», заступник голови правління |
| б/м                                                                                  | Нікітенко Олексій Іванович         | 04.11.2010            | вища    | член Партії регіонів                                                                       | Комунальне підприємство «УАМЕЗіТ» Лівадійської селищної ради, начальник                                                                                    |
| б/м                                                                                  | Ярмошик Валерій Григорович         | 04.11.2010            | вища    | член Партії регіонів                                                                       | тимчасово не працює |
| б/м                                                                                  | Фартушний Костянтин Костянтинович  | 04.11.2010            | вища    | позапартійний                                                                              | Приватне підприємство «Ракурс», заступник директора по економіці                                                                                           |
| 1                                                                                    | Ісаєва Наталія Олександрівна       | 04.11.2010            | вища    | член Партії регіонів                                                                       | ТОВ ТРК «Гурзуф — XXI вік», заступник директора |
| 2                                                                                    | Олейнік Валерій Іванович           | 07.10.2013            | вища    | член Партії регіонів                                                                       | ТОВ «Актив», директор |
| 3                                                                                    | Холод Олександр Олександрович      | 04.11.2010            | вища    | член Партії регіонів                                                                       | тимчасово не працює |
| 4                                                                                    | Григор'янц Карина Леонівна         | 04.11.2010            | вища    | член Партії регіонів                                                                       | відділ організаційного забезпечення Ялтинської міської ради, головний спеціаліст                                                                           |
| 5                                                                                    | Маслєннікова Олена Олексіївна      | 04.11.2010            | середня | позапартійна                                                                               | ТОВ «Компанія Августин», директор |
| 6                                                                                    | Радукан Олександр Іванович         | 04.11.2010            | вища    | член Партії регіонів                                                                       | ВАТ "ГК «Ялта-Інтурист», генеральний директор |
| 7                                                                                    | Грибкова Любов Валеріївна          | 04.11.2010            | вища    | член Партії регіонів                                                                       | відділ зовнішньоекономічної діяльності Ялтинської міської ради, голова відділу                                                                             |
| 8                                                                                    | Шевчук Іван Панасович              | 04.11.2010            | вища    | член Партії регіонів                                                                       | ТОВ «Кримський інститут екології та проектування», генеральний директор                                                                                    |
| 11                                                                                   | Барабаш Лілія Меметівна            | 04.11.2010            | вища    | член Партії регіонів                                                                       | відділ з питань регулювання земельних відносин Ялтинської міської ради, завідувач сектору підготовки рішень сесій                                          |
| 12                                                                                   | Матохін Михайло Іванович           | 04.11.2010            | вища    | член Партії регіонів                                                                       | Алуштинській міській відділу ГУ МНС України в АР Крим, начальник                                                                                           |
| 14                                                                                   | Герон Микола Федорович             | 04.11.2010            | вища    | член Партії регіонів                                                                       | управління міського господарства Ялтинської міської ради, начальник управління                                                                             |
| 15                                                                                   | Охріменко Володимир Петрович       | 04.11.2010            | вища    | позапартійний                                                                              | державна податкова адміністрація в АР Крим, голова |
| 16                                                                                   | Трефелов Віталій Григорович        | 04.11.2010            | вища    | член Партії регіонів                                                                       | приватний підприємець |
| 17                                                                                   | Сулейманов Едуард Вікторович       | 04.11.2010            | вища    | член Партії регіонів                                                                       | Кримське республіканське підприємство «Протизсувне управління», генеральний директор                                                                       |
| 18                                                                                   | Карнаух Сергій Дмитрович           | 15.07.2013            | вища    | позапартійний                                                                              | Ялтинська міська рада, заступник Ялтинського міського голови                                                                                               |
| 19                                                                                   | Гутова Олена Адамівна              | 04.11.2010            | вища    | член Партії регіонів                                                                       | КП ЛПС «УАМЕЗ і Т», начальник |
| 20                                                                                   | Александров Ігор Валентинович      | 04.11.2010            | вища    | член Партії регіонів                                                                       | Ялтинська федерація самбо та дзюдо, директор |
| 21                                                                                   | Лудченко Юлія Анатоліївна          | 04.11.2010            | вища    | член Партії регіонів                                                                       | ТОВ «Пальміра-Палас», заступник генерального директора |
| 22                                                                                   | Болховітов Олександр Володимирович | 04.11.2010            | вища    | член Партії регіонів                                                                       | «Нерухомість Ялта», Всеукраїнський журнал «Крим. Нерухомість», міська газета «Нерухомість Ялти», «Ялтинські Вісті», директор, засновник, видавець компанії |
| 23                                                                                   | Бондаренко Ігор Андрійович         | 04.11.2010            | вища    | член Партії регіонів                                                                       | ТОВ"Дісопівденбуд", засновник, директор |
| 24                                                                                   | Красноперов Александр Иванович     | 04.11.2010            | вища    | член Партії регіонів                                                                       | Ялтинська філія приватного підприємства «Форкон», директор                                                                                                 |
| 25                                                                                   | Семін Сергій Васильович            | 04.11.2010            | вища    | член Партії регіонів                                                                       | Ялтинська міська рада, секретар |
| Партія «Союз»                                                                        |                                    |                       |         |                                                                                            | |
| б/м                                                                                  | Бобарева Олена Василівна           | 04.11.2010            | вища    | член Партії «Союз»                                                                         | тимчасово не працює |
| б/м                                                                                  | Дишловий Ігор Іванович             | 04.11.2010            | вища    | член Партії «Союз»                                                                         | рада Міністрів АР Крим, міністр праці і соціально політики АР Крим                                                                                         |
| 13                                                                                   | Яковенко Олексій Вікторович        | 04.11.2010            | вища    | позапартійний                                                                              | комунальне підприємство Ялтинської міської ради «Ялтакомунпроект», генеральний директор                                                                    |
| Політична партія Всеукраїнське об'єднання «Батьківщина»                              |                                    |                       |         |                                                                                            | |
| б/м                                                                                  | Лехманик Олег Львович              | 04.11.2010            | вища    | член Всеукраїнського об'єднання «Батьківщина»                                              | тимчасово не працює |
| Політична партія «Сильна Україна»                                                    |                                    |                       |         |                                                                                            | |
| б/м                                                                                  | Бессчастний Анатолій Леонідович    | 02.12.2010            | середня | член Політичної партії «Сильна Україна»                                                    | ТОВ «Скайінст», генеральний директор |
| Політична партія «УДАР (Український Демократичний Альянс за Реформи) Віталія Кличка» |                                    |                       |         |                                                                                            | |
| 10                                                                                   | Хворов Сергій Володимирович        | 04.11.2010            | вища    | член Політичної партії «УДАР (Український Демократичний Альянс за Реформи) Віталія Кличка» | тимчасово не працює |

## Транспортне сполучення

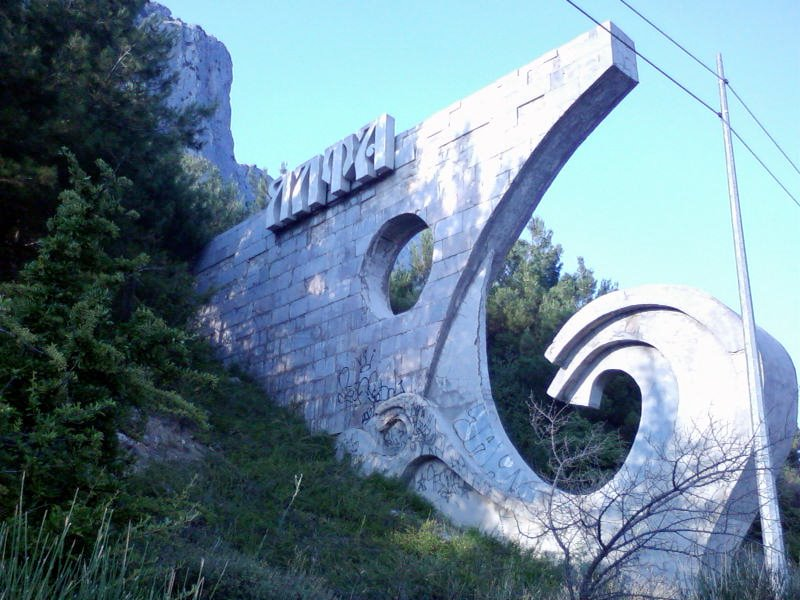
Знак при в'їзді у Велику Ялту на трасі з боку Севастополя

Найближчий цивільний аеропорт розташований у Сімферополі.
Морський порт у м. Ялта.
Залізничних шляхів не має. Найближчі залізничні станції у Севастополі, Бахчисараї і Сімферополі.
Через територію міськради проходить автомобільний шлях міжнародного значення М18 (Харків-Сімферополь-Алушта-Ялта), що збігається з E105 та автошляхи місцевого значення: Т 0117, Т 0109, Т 2703. Відстань до Сімферополя автомобільними дорогами від Ялти — 79 км, (51,8 фізична).

## Населення
Розподіл населення за віком та статтю (2001)
| Стать | Всього | До 15 років | 15-24  | 25-44  | 45-64  | 65-85  | Понад 85 |
| --- | ------ | ----------- | ------ | ------ | ------ | ------ | -------- |
| Чоловіки | 62 833 | 9981        | 10 630 | 19 751 | 16 142 | 6083   | 246      |
| Жінки | 76 749 | 9446        | 9601   | 22 472 | 21 620 | 12 762 | 848      |
| \| Статево-вікова піраміда \| Статево-вікова піраміда \| Статево-вікова піраміда \| \| ----------------------- \| ----------------------- \| ----------------------- \| \| Чоловіки \| Вік \| Жінки \| \| 246 \| 85 + \| 848 \| \| 446 \| 80-84 \| 1313 \| \| 1112 \| 75-79 \| 3144 \| \| 2194 \| 70-74 \| 4320 \| \| 2331 \| 65-69 \| 3985 \| \| 4121 \| 60-64 \| 6068 \| \| 2531 \| 55-59 \| 3456 \| \| 4524 \| 50-54 \| 5967 \| \| 4966 \| 45-49 \| 6129 \| \| 5552 \| 40-44 \| 6751 \| \| 4864 \| 35-39 \| 5860 \| \| 4456 \| 30-34 \| 4949 \| \| 4879 \| 25-29 \| 4912 \| \| 5041 \| 20-24 \| 4550 \| \| 5589 \| 15-20 \| 5051 \| \| 4664 \| 10-14 \| 4475 \| \| 2916 \| 5-9 \| 2795 \| \| 2401 \| 0-4 \| 2176 \| |        |             |        |        |        |        |          |
| Статево-вікова піраміда |        |             |        |        |        |        |          |
| Чоловіки | Вік    | Жінки       |        |        |        |        |          |
| 246 | 85 +   | 848         |        |        |        |        |          |
| 446 | 80-84  | 1313        |        |        |        |        |          |
| 1112 | 75-79  | 3144        |        |        |        |        |          |
| 2194 | 70-74  | 4320        |        |        |        |        |          |
| 2331 | 65-69  | 3985        |        |        |        |        |          |
| 4121 | 60-64  | 6068        |        |        |        |        |          |
| 2531 | 55-59  | 3456        |        |        |        |        |          |
| 4524 | 50-54  | 5967        |        |        |        |        |          |
| 4966 | 45-49  | 6129        |        |        |        |        |          |
| 5552 | 40-44  | 6751        |        |        |        |        |          |
| 4864 | 35-39  | 5860        |        |        |        |        |          |
| 4456 | 30-34  | 4949        |        |        |        |        |          |
| 4879 | 25-29  | 4912        |        |        |        |        |          |
| 5041 | 20-24  | 4550        |        |        |        |        |          |
| 5589 | 15-20  | 5051        |        |        |        |        |          |
| 4664 | 10-14  | 4475        |        |        |        |        |          |
| 2916 | 5-9    | 2795        |        |        |        |        |          |
| 2401 | 0-4    | 2176        |        |        |        |        |          |

## Визначні пам'ятки
- Нікітський ботанічний сад (Нікіта)
- Міжнародний дитячий центр Артек (Гурзуф)
- Лівадійський палац (Лівадія)
- Воронцовський палац та парк (Алупка)